# Jarčji Vrh
Jarčji Vrh – wieś w Słowenii, w gminie Škocjan. W 2018 roku liczyła 43 mieszkańców.